# Jaroslav Konečný
Jaroslav Konečný (n. 14 ianuarie 1945, Měnín⁠(d), Moravia de Sud⁠(d), Cehia – d. 1 august 2017, Újezd u Brna, Moravia de Sud⁠(d), Cehia) a fost un handbalist ce a reprezentat Cehoslovacia, medaliat olimpic. A participat la o ediție a Jocurilor Olimpice (1972) în care a câștigat o medalie de argint.

## Participări
Lista de mai jos prezintă principalele competiții la care a participat Jaroslav Konečný de-a lungul carierei.
- Handbal la Jocurile Olimpice de vară din 1972